# Пуань
Пуа́нь (кит. упр. 普安, пиньинь Pǔ'ān) — уезд Цяньсинань-Буи-Мяоского автономного округа провинции Гуйчжоу (КНР).

## История
После монгольского завоевания в этих местах в 1276 году был создан Пуаньский регион (普安路). После свержения власти монголов и основания империи Мин «регионы» были переименованы в «управы» — так в 1382 году появилась Пуаньская управа (普安府), которая уже в 1390 году была расформирована, а на её месте был создан Пуаньский караул (普安卫) Пуаньской области (普安州). Область (власти которой размещались на территории современного Паньчжоу) была в 1601 году подчинена Аньшуньской управе (安顺府). В 1659 году Пуаньский караул был расформирован, а на его месте в 1661 году был создан уезд Пуань. 
При империи Цин в 1727 году была создана новая Наньлунская управа (南笼府), и уезд Пуань перешёл из подчинения властям Пуаньской области в подчинение властям Наньлунской управы. В 1797 году на подчинённой управе территории вспыхнуло восстание, после подавления которого Наньлунская управа была переименована в Синъискую управу (兴义府). В 1912 году из уезда Пуань был выделен уезд Синьчэн (新城县). После Синьхайской революции в Китае была проведена реформа структуры административного деления, в ходе которой управы были упразднены, и поэтому в 1913 году Синъиская управа была расформирована.
После вхождения этих мест в состав КНР в 1950 году был создан Специальный район Синжэнь (兴仁专区), и уезд вошёл в его состав. В декабре 1952 года власти специального района переехали из уезда Синжэнь в уезд Синъи, и Специальный район Синжэнь был переименован в Специальный район Синъи (兴义专区). 18 июля 1956 года Специальный район Синъи был расформирован, и уезд перешёл в состав Специального района Аньшунь (安顺专区).
В июле 1965 года Специальный район Синъи был воссоздан, и уезд вернулся в его состав. В 1970 году Специальный район Синъи был переименован в Округ Синъи (兴义地区).
Постановлением Госсовета КНР от 21 сентября 1981 года Округ Синъи был преобразован в Цяньсинань-Буи-Мяоский автономный округ.

## Административное деление
Уезд делится на 2 уличных комитета, 8 посёлков и 2 волости.